# کوکونینو (آریزونا)
کوکونینو (به انگلیسی: Coconino) یک منطقهٔ مسکونی در ایالات متحده آمریکا است که در آریزونا واقع شده‌است. کوکونینو ۱٬۹۴۱ متر بالاتر از سطح دریا واقع شده‌است.